# Jardin des Plantes (Coutances)

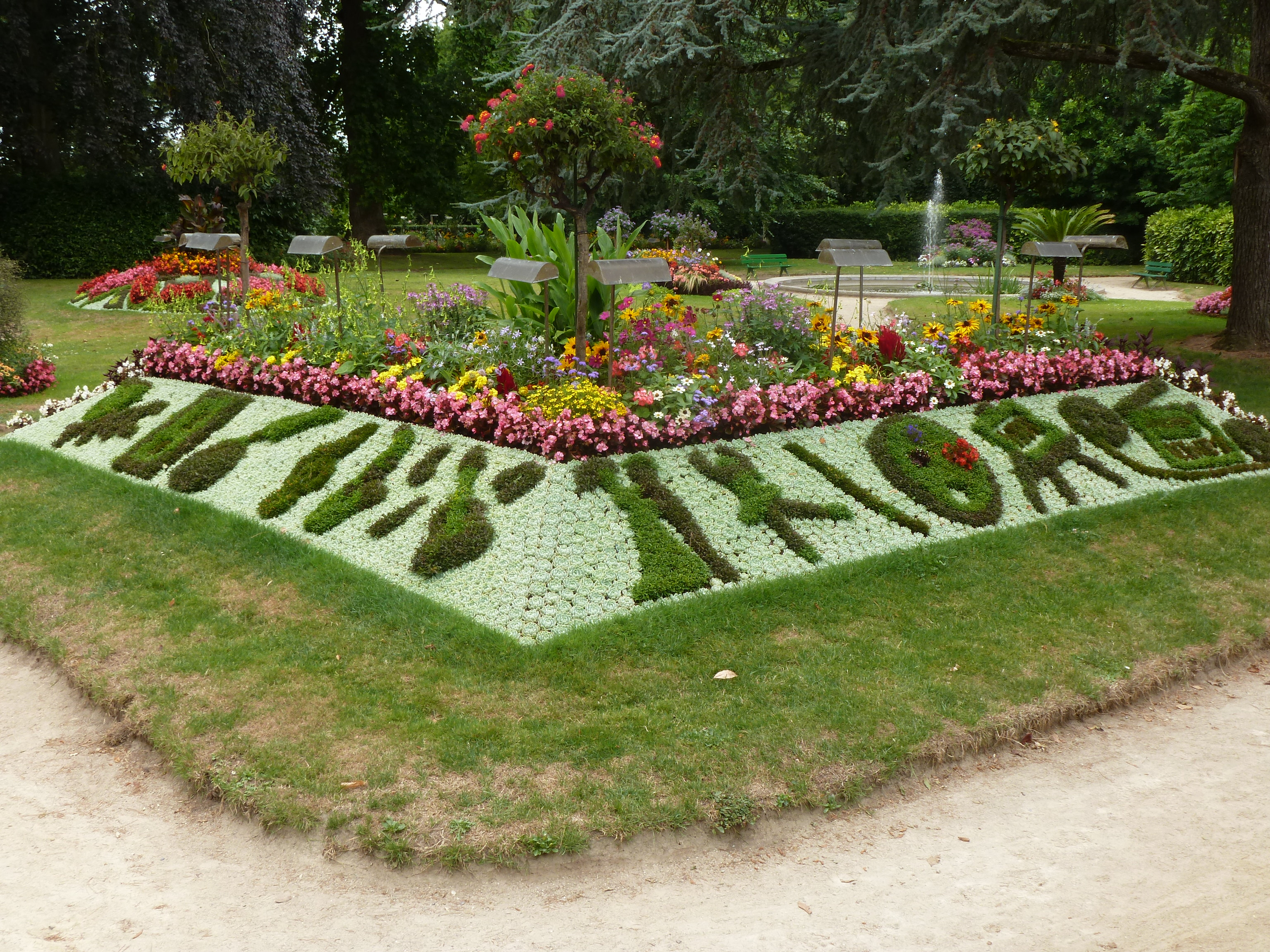
Ein Blumenmosaik im Jardin des Plantes von Coutances.

Der heutige Jardin des Plantes in Coutances (Normandie) befindet sich auf dem Gelände eines bereits seit 1675 von Julien Rihouey angelegten privaten Gartens. Das Chateau de la Mare, der Garten und die Ländereien waren vor der Französischen Revolution lange im Besitz der Familie Poupinel aus Quettreville. Jean-Jacques Quesnel de la Moriniere erwarb 1823 das Anwesen. Im Jahre 1852 vererbte er den Besitz der Stadt Coutances mit der Auflage, dort ein Museum und einen botanischen Garten zum Wohle des Volkes einzurichten.
Mit dem Entwurf wurde der pensionierte Pionier-Offizier und Aquarellmaler Adéle Sebastian Minel beauftragt. Es entstanden italienische Terrassen, Baumgruppen im englischen Stil, ein Labyrinth und Wasserspiele. Zu Ehren des Gebers wurde ein Obelisk aufgestellt. Der Garten wurde im Jahre 1855 als einer der ersten seiner Art fertiggestellt und wurde zum „Vorbild öffentlicher Gärten in der Normandie des Zweiten Kaiserreiches“ im 19. Jahrhundert. Seltene Bäume, üppig blühende Büsche, kunstvolle Blumenmosaiken und Lichtspiele machen aus diesem Garten einen der schönsten der Basse-Normandie. Er wurde im Jahre 1992 in die Liste der nationalen Denkmäler Frankreichs aufgenommen.